# Gare de Luttenbach-près-Munster
La gare de Luttenbach-près-Munster est une gare ferroviaire française située sur la commune de Luttenbach-près-Munster, dans le département du Haut-Rhin en Grand Est.

## Situation ferroviaire
La gare est située au point kilométrique (PK) 19,686 de la ligne de Colmar-Central à Metzeral à 403 m d'altitude.

## Fréquentation
De 2015 à 2024, selon les estimations de la SNCF, la fréquentation annuelle de la gare s'élève aux nombres indiqués dans le tableau ci-dessous.
| Année     | 2015  | 2016  | 2017  | 2018   | 2019   | 2020  | 2021  | 2022   | 2023   | 2024   |
| --------- | ----- | ----- | ----- | ------ | ------ | ----- | ----- | ------ | ------ | ------ |
| Voyageurs | 7 398 | 8 825 | 9 463 | 10 932 | 10 194 | 6 372 | 8 902 | 10 862 | 15 411 | 15 291 |